# Cyanopterus marginatus
Cyanopterus marginatus är en stekelart som först beskrevs av Gyöö Viktor Szépligeti 1901.  Cyanopterus marginatus ingår i släktet Cyanopterus och familjen bracksteklar. Inga underarter finns listade i Catalogue of Life.